# Zeria ferox
Zeria ferox är en spindeldjursart som först beskrevs av Pocock 1895.  Zeria ferox ingår i släktet Zeria och familjen Solpugidae. Inga underarter finns listade i Catalogue of Life.